# Antigiuridicità
In diritto penale con il termine antigiuridicità si esprime il rapporto di contraddizione tra il fatto penalmente rilevante e l'intero ordinamento giuridico. Questo rapporto di contraddizione non si configura quando anche una sola norma, ubicata in qualsiasi luogo dell'ordinamento, facoltizza o rende doverosa la realizzazione del fatto penalmente rilevante.
Si dà infatti il nome di cause di giustificazione all'insieme delle facoltà e dei doveri derivanti da norme che autorizzano o impongono la realizzazione di un fatto.
Se il fatto è commesso in assenza di ogni causa di giustificazione, il fatto è antigiuridico, e costituirà reato se concorreranno gli altri estremi del reato (la colpevolezza e la punibilità). Se invece è commesso in presenza di una causa di giustificazione, il fatto è lecito, e quindi non costituisce reato, difettando l'estremo dell'antigiuridicità.